# Włodzimierz Kotoński
Włodzimierz Kotoński (né le 23 août 1925 à Varsovie et mort le 4 septembre 2014 dans la même ville ) est un compositeur polonais.

## Biographie
Kotoński a étudié avec Piotr Rytel et Tadeusz Szeligowski à l'École supérieure de musique de Varsovie; il en sort diplômé en 1951. Au début de son activité musicale, il s'intéresse à la musique folklorique de la région de Podhale, située dans le sud de la Pologne. Après avoir suivi les Cours d'été de Darmstadt de 1957 à 1961, il adopte la technique de musique sérielle notamment dans des œuvres telles que Sześć miniatur (Six Miniatures) pour clarinette et piano (1957) et Muzyka kameralna (Musique de chambre) pour 21 instruments et percussion (1958). Cette orientation culmine en 1959 dans Musique en relief pour six groupes orchestraux. Son Etiuda na jedno uderzenie talerz (Étude sur un coup de cymbale) fut la première pièce de musique électronique polonaise, créée au Studio Expérimental de la Radio Polonaise. Il a aussi travaillé dans de nombreux studios de musique électronique à l'étranger, parmi ceux-ci, à Cologne, Paris, Freiburg, et Berlin.
En 1967, il est maître de conférences à l'Académie Frédéric Chopin de Varsovie, où il a également dirigé le studio de musique électronique.
De 1974 à 1976, il est rédacteur en chef à Polskie Radio et directeur musical à la Radio et Télévision polonaise. De 1980 à 1983, il est vice-président, puis président (1983–1989) du département polonais à la Société internationale pour la musique contemporaine (ISCM). Il a présenté des cours de composition et de musique électro-acoustique comme invité dans des universités à l'étranger, parmi lesquelles, celles de Stockholm, Buffalo, Los Angeles et Jérusalem.

## Œuvres
- Poemat, pour orchestre (1949)
- Tańce góralskie (Danses montagnardes), pour orchestre (1950)
- Quartettino, pour 4 cors (1950)
- Preludium i passacaglia, pour orchestre (1953)
- 6 miniatur, pour clarinette et piano (1957)
- Muzyka kameralna, pour 21 instruments et percussion (1958)
- Etiuda na jedno uderzenie w talerz (Étude sur un coup de cymbale), pour bande magnétique (1959)
- Musique en relief, cycle de 5 miniatures pour 6 groupes orchestraux (1959)
- Concerto per quattro, pour piano, clavecin, guitare, harpe et orchestre (1960, rev. 1965)
- Trio, pour flûte, guitare et percussion (1960)
- Canto, pour ensemble (1961)
- Selection I, pour clarinette, saxophone alto, saxophone ténor, et guitare (1962)
- Mikrostruktury, pour bande magnétique (1963)
- Musica, pour fiati et timbales (1963)
- Monochromia, pour hautbois (1964)
- Pezzo, pour flûte et piano (1964)
- Quintette à vent, pour flûte, hautbois, clarinette, basson, et cor (1964)
- A battere, pour percussion, guitare, alto, violoncelle et clavecin (1966)
- Klangspiele, pour bande magnétique et distribution du son (1967)
- Pour quatre, pour clarinette, trombone, violoncelle et piano (1968)
- Muzyka na 16 talerzy i smyczki, Musique pour 16 Cymbales et cordes (1969)
- Aela, pour bande magnétique (1970)
- Multiplay, pour 2 trompettes, cor, 2 trombones et tuba (1971)
- Concerto pour hautbois (+ hautbois d'amour), musique électronique et orchestre (1972)
- Musical Games, pour 5 exécutants (1973)
- Promenada I, théâtre instrumental pour 4 exécutants (1973)
- Promenada II, théâtre instrumental pour 3 synthétiseurs, clarinette, trombone et violoncelle (1973)
- Skrzydła (Coulisses), pour bande magnétique (1973)
- Róża wiatrów (La Rose des vents), pour orchestre (1976)
- Muzyka wiosenna (Musique de printemps), pour flûte, hautbois, violon, et synthétiseur ou bande magnétique (1978)
- Bora, pour orchestre (1979)
- Pełnia lata (La plénitude de l'âge), pour clarinette, violoncelle, piano, et musique électronique (1979)
- Sirocco, pour orchestre (1980)
- Pieśń jesienna (Chant d'automne), pour clavecin et bande magnétique (1981)
- Terra incognita, pour orchestre (1984)
- Sceny liryczne, pour 9 exécutants (1986)
- Tableaux vivants dans un jardin à l’anglaise, pour synthétiseur et bande magnétique (1986)
- Tlalocl, pour clavecin et percussion (1986)
- Ptaki (Oiseaux), pour clarinette, violoncelle et piano (1988)
- Cadenze e arie, pour guitare (1988)
- Antiphonae, pour bande magnétique (1989)
- Bucolica (Morton Feldman in memoriam), pour flûte solo (flûte alto en sol ou flûte en do) (1989)
- Trzy etidy rytmiczne (3 études rythmiques), pour piano (1990)
- La gioia, pour 9 instruments à corde ou orchestre à cordes (1991)
- Tierra caliente, pour bande magnétique (1992)
- Motu proprio, 4 pièces pour basson et piano (1992)
- Seven Haiku (Bashõ), pour voix de femmes, magnétophone, hautbois, clarinette, et harpe (1993)
- Concerto pour guitare électrique et 11 instruments (1994)
- Symphonie n° 1 (1995)
- Podróż zimowa (Voyage d'hiver), pour flûte, hautbois, clarinette, violon, violoncelle, clavecin, et bande magnétique (1995)
- Concerto pour Violon et Orchestre (1996)
- Mijikayo, pour ensemble instrumental japonais (1996)
- Speculum vitae, pour orchestre et bande magnétique (1996)
- Trzy pieśni niemieckie do tekstów Josepha von Eichendorffa i Dursa Grünbeina (3 chansons allemands sur des textes de Joseph von Eichendorff et Durs Grünbein), pour baryton et guitare (1997)
- Trzy pieśni do słów Dursa Grünbeina (3 chants sur des textes de Durs Grünbein), pour baryton et guitare (1997)
- Northern Lights (Aurora Borealis), pour clavecin amplifié et bande magnétique(1998)
- Sextet, pour flûte, hautbois, clarinette, basson, cor et piano (1998)
- Zmienne struktury (Structures Variables), pour clarinette, trombone et piano (2000)
- Symphonie n°2 (2001)
- Quatuor à cordes n° 1 (2002)
- Wilanowskie pejzaże (Paysages Wilanowskie), pour flûte et quatuor à cordes (2002)
- Concerto pour Clarinette et Orchestre (2002–2003)
- Madrygały polskie (Madrigaux polonais), pour soprano et ensemble instrumental, d'après des vers anciens de poèmes polonais (2004)

## Prix
- 1976 : Prix de l'Union des compositeurs polonais

## Sources
- (en) Cet article est partiellement ou en totalité issu de l’article de Wikipédia en anglais intitulé « Włodzimierz Kotoński » (voir la liste des auteurs).